# Бартоломью, Фредди
Фре́дди Барто́ломью (англ. Freddie Bartholomew), полное имя — Фредерик Сэсил Бартоломью  (англ. Frederick Cecil Bartholomew , 28 марта 1924 — 23 января 1992) — английский ребёнок-актёр, который исполнял детские роли во многих классических голливудских фильмах 1930-х годов. Его вклад в американскую киноиндустрию отмечен звездой на Голливудской аллее славы.

## Детство
Фредерик Сэсил Бартоломью родился в Лондоне в 1924 году в семье младшего государственного служащего Сесила Луэллина Бартоломью и Лилиан Мей Кларк Бартоломью. До трёх лет жил с родителями, но затем оказался в Уорминстере у своих бабушки и дедушки по отцовской линии, где его воспитанием занялась его тётя Миллисента Мэри Бартоломью. Образование получил в уорминстерской Гимназии лорда Уэймута. В три года начал выступать на местных театральных сценах с читкой стихов, прозы и отрывков из пьес. В шестилетнем возрасте дебютировал на одной из театральных сцен Лондона, немного позже стал появляться и в британских кинокартинах.
В 1934 году, во время визита с тётей в США, произошла его встреча с знаменитым голливудским продюсером Дэвидом Селзником, который пригласил начинающего актёра на роль юного Дэвида Копперфильда в свой одноимённый фильм по роману Чарльза Диккенса. Эта роль в одночасье сделала Бартоломью новой юной звездой Голливуда, открыв ему путь в новые успешные кинопроекты. В последующие несколько лет Бартоломью снялся в ряде популярных голливудских картин, включая «Анну Каренину» (1935), «Маленького лорда Фаунтлероя» (1936) и «Отважных капитанов» (1937). Гонорары Бартоломью при этом достигли $ 2,500 в неделю, что сделало его самым высокооплачиваемым ребёнком-актёром в Голливуде после не менее известной Ширли Темпл. Небывалый успех юного актёра заставил его родителей вспомнить о его существовании: узнав о заработках сына в Голливуде, они попытались получить над ним опеку. После длительных судебных тяжб (длившихся целых семь лет), стоивших Бартоломью немало заработанных средств (почти всё его денежное состояние ушло на оплату адвокатов и судебных издержек), он всё же остался независим от родителей (которым удалось добиться какой-то части его денег). Тётя Миллисента, обеспокоенная потерей денег, потребовала от студии «MGM», чьим актёром он тогда был, увеличить его гонорары, угрожая расторгнуть его контракт. Переговоры по поводу гонораров растянулись на год, в течение которого Бартоломью вынужден был не сниматься.

## Взрослые годы
По мере взросления некогда ангельская внешность и детское обаяние перестали быть для Бартоломью опорой в Голливуде (к 14 годам его рост был уже почти 180 сантиметров), и с начала 1940-х его детская актёрская карьера постепенно пошла на спад, завершившись окончательно в 1942 году — к тому моменту публика уже вовсю была озабочена Второй мировой войной и костюмированные драмы и экранизации литературной классики, которые были основной частью амплуа Бартоломью, полностью вышли из моды. В годы самой войны Бартоломью служил в рядах ВВС США, параллельно приняв участие в съёмках нескольких фильмов. После завершения войны он пару раз появился на телевидении, после чего окончательно завершил актёрскую карьеру.
В середине 1950-х годов новой работой для Бартоломью стал рекламный бизнес. В начале 1980-х он вновь вернулся в Голливуд, но на этот раз в качестве продюсера мыльной оперы «Как вращается мир». Последним его публичным выступление стало интервью для документального фильма о студии «MGM» в 1991 году, а 23 января следующего года Фредди Бартоломью скончался от сердечного приступа в своём доме в городе Сарасота на западном побережье Флориды.

## Фильмография
- 1935 — Дэвид Копперфильд — Дэвид в детстве
- 1935 — Анна Каренина — Сергей
- 1936 — Юный лорд Фаунтлерой — Седрик Эррол
- 1937 — Отважные капитаны — Гарви Чейн